# Lindy Boggs

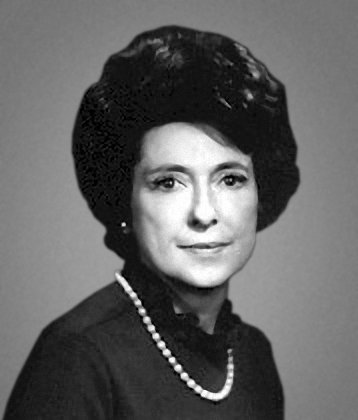
Lindy Boggs

Corinne Claiborne „Lindy“ Boggs (* 13. März 1916 im Pointe Coupee Parish, Louisiana; † 27. Juli 2013 in Chevy Chase, Maryland) war eine US-amerikanische Politikerin. Zwischen 1973 und 1991 vertrat sie den Bundesstaat Louisiana im US-Repräsentantenhaus.

## Werdegang
Lindy Boggs wurde am 13. März 1916 auf der Brunswick-Plantage im Pointe Coupee Parish als Marie Corinne Morrison Claiborne geboren. Bis 1931 besuchte sie die St. Joseph’s Academy in New Roads. Danach studierte sie bis 1935 am Newcomb College, das zur Tulane University in New Orleans gehört. In den folgenden Jahren arbeitete sie als Lehrerin. 1938 heiratete sie den späteren Kongressabgeordneten Hale Boggs, mit dem sie drei Kinder hatte. Wie ihr Mann wurde auch sie Mitglied der Demokratischen Partei.
Am 16. Oktober 1972 wurde ihr Mann als verschollen gemeldet. Dieser machte zu jener Zeit in Alaska Wahlkampf für den dortigen Kongressabgeordneten Nick Begich. Das Flugzeug mit den beiden Politikern verschwand an diesem Tag spurlos über Alaska; eine Suchaktion blieb erfolglos. Nachdem der Kongress Hale Boggs offiziell für tot erklärt hatte, wurde seine Frau bei der notwendigen Nachwahl als dessen Nachfolgerin in das US-Repräsentantenhaus in Washington, D.C. gewählt. Dort trat sie am 20. März 1973 ihr neues Mandat an. Nach acht Wiederwahlen konnte sie bis zum 3. Januar 1991 im Kongress verbleiben. In ihre Zeit als Kongressabgeordnete fielen die Watergate-Affäre und das Ende des Vietnamkrieges. Sie war zwischen 1975 und 1977 Vorsitzende des aus Mitgliedern des Repräsentantenhauses und des US-Senats bestehenden Joint Committee on Bicentennial Arrangements. Von 1985 bis 1991 leitete sie den entsprechenden Ausschuss innerhalb des US-Repräsentantenhauses (Commission on the Bicentenary of the House of Representatives).
Im Jahr 1990 verzichtete Lindy Boggs auf eine weitere Kandidatur für das US-Repräsentantenhaus. Zwischen 1997 und 2001 war sie Botschafterin beim Heiligen Stuhl. Lindy Boggs ist die erste Politikerin aus Louisiana, die in den Kongress gewählt wurde. Im Jahr 1976 war sie auch Präsidentin der Democratic National Convention. Damit war sie die erste Frau, die einem Nominierungsparteitag einer der beiden großen amerikanischen Parteien vorstand. Ihre Tochter Barbara, die 1990 an Krebs verstarb, wurde ebenfalls Politikerin und war von 1983 bis zu ihrem Tod Bürgermeisterin von Princeton (New Jersey).
Lindy Boggs war Großkreuz-Dame des Ritterordens vom Heiligen Grab zu Jerusalem. Sie wurde mit dem Päpstlichen Piusorden ausgezeichnet. 